# Listă de termeni utilizați în scufundare

## A-F
Absorbția luminii - Fenomenul de diminuare a energiei luminoase atunci când trece printr-un strat de apă. O parte din această lumină se reflectă la suprafața liberă a apei, o altă parte este absorbită și transformată în caldură, iar altă parte este difuzată de către moleculele de apă și de particulele solide aflate în suspensie. Spectrul solar pune în evidență existența celor șapte culori fundamentale(violet, indigo, albastru, verde, galben, portocaliu și roșu). Culorile sunt absorbite în mod diferit de apă, în funcție de adâncimea apei și anume: indigo 5 m, violet 35 m, albastru 80 m, verde 60 m, galben 20 m, portocaliu 10 m, roșu 6m.
Accident de scufundare - Accident specific acestei activități. În timpul scufundării, scafandri sunt expuși în permanență apariției unui accident de scufundare dacă nu respectă regulile învățate și dacă depășesc limitele individuale legate de pregătire, aptitudini, stare de sănătate, formă fizică etc. Accidentele de scufundare pot fi clasificate în patru mari grupe:
- accidente fizico-mecanice (suprapresiune pulmonara, barotraumatismele și colicile scafandrilor, datorate efectelor mecanice ale presiunii;
- accidente biofizice (de decompresie), datorate efectelor biofizice ale presiunii, de ex. DCS tip I. și DCS tip II. ;
- accidente biochimice (narcoza azotului, criza hiperoxică, intoxicația cu bioxid de carbon și hipoxia) datorate efectelor biochimice ale presiunii;
- alte accidente (hipotermia și înecul).

Cauze frecvente ale accidentelor sunt necunoașterea efectelor presiunii asupra organismului uman și a regulilor de scufundare ce se desprind din aceste efecte, cunoașterea insuficientă a echipamentului propriu de scufundare, improvizațiile de echipament și procedee, supraestimări ale posibilităților de care se dispune în timpul scufundării, necunoașterea mediului acvatic, precum și lipsa de exercițiu și antrenement.
Adâncimea scufundării - Reprezintă adâncimea maximă atinsă în timpul scufundării. În lipsa unui computer de scufundare, la utilizarea unui tabel cu limite de durată și adâncime, se rotunjește adâncimea maximă efectivă la valoarea următoare din tabel din motiv de siguranță, 
pentru a evalua nivelul de saturare cu azot în mod conservator.
Aer - Aerul atmosferic este un amestec natural de gaze a cărui compoziție, conform tabelului, este :
- Aerul este utilizat de către scafandrul autonom pentru respirare în timpul imersiunii și este livrat de aparatul de scufundare tip circuit deschis.
- Aerul utilizat în scufundare este același ca aerul atmosferic. Buteliile aparatului de respirat conțin aer care a fost comprimat cu ajutorul unui compresor.
- Alte gaze din compoziția aerului: hidrogen (H2): 0,0018 % ; neon (Ne): 0,0005 % ; kripton (Kr): 0,0001 % ; xenon (Xe): 0,000009 %.
- Aerul mai poate conține vapori de apă, vapori de ulei, oxid de carbon, praf, bioxid de sulf, hidrogen sulfurat, bacterii etc.
- Aerul, ca și oxigenul, nu are miros, gust sau culoare.
- aerul uscat la nivelul mării (nivel de referință) are presiunea totală = 1,00000 atm = 759,96 mmHg = 1,01325 bar = 1013,25 hPa = 1013,25 mbar

Air lift → Dragă absorbantă
Aliniator de țevi - Utilaj special utilizat în scufundarea profesională pentru alinierea, poziționarea și sudarea în mediu hiperbar uscat a conductelor petroliere submarine offshore.
Amestec respirator - Compoziție gazoasă omogenă alcatuită din unul sau mai multe gaze neutre și oxigen utilizate cu diverse aparate autonome de respirat sub apă. Amestecurile respiratorii pot fi binare (NITROX - N2/O2, HELIOX - He/O2, HIDROX - H2/O2) sau ternare (N2/He/O2, Ne/He/O2). Aerul este considerat a fi un amestec respirator binar.
Analizor de gaze - Aparat cu ajutorul căruia se determină presiunea parțială sau procentajul unui anumit gaz dintr-un amestec respirator. Analizoarele de gaze cele mai des folosite sunt analizoarele de oxigen și analizoarele de bioxid de carbon.
Anoxie - Lipsa de oxigen în amestecul respirator. Anoxia se poate produce datorită fie reducerii debitului sanguin, fie scăderii capacității hemoglobinei de a transporta oxigen.
Aparat de filmat subacvatic - Aparat optic pentru captarea imaginilor cinematografice subacvatice. Aparatul poate fi o cameră de filmat obișnuită introdus într-o carcasă etanșe rezistentă la presiune exterioară, sau cameră special concepută și realizată pentru filmări subacvatice. Carcasa poate fi costruită din plexiglas, aluminiu sau fibră de sticlă.
Aparat de fotografiat subacvatic - Aparat optic pentru captarea imaginilor fotografice subacvatice. Aparatul de fotografiat poate fi un aparat special construit în acest scop, cu mecanisme și obiective concepute în concordanță cu condițiile subacvatice, sau un aparat obișnuit introdus într-o carcasă etanșe.
Aparat autonom de respirat sub apă - Dispozitiv respirator utilizat în scufundare având propria rezervă de gaz respirator fiind independent de orice alimentare de la suprafață. Aparatele autonome pot fi de mai multe tipuri: în circuit deschis, în circuit semiînchis sau în circuit închis. Aparatele în circuit semiînchis și închis se mai numesc și recirculatoare.
Apă (H2O) - Substanță ce se aflâ în mare cantitate pe planetă mai mult în stare lichidă. Apa mărilor și oceanelor acoperă suprafața planetei în proporție de 70%. Densitatea medie a apei este de 1036 kg/m³. În aplicațiile practice specifice scufundării, apa este considerată un lichid practic incompresibil.
Apnee - Oprirea voluntară a respirației. Scufundarea în apnee se practica din cele mai vechi timpuri.
Arheologie subacvatică - Parte a arheologiei ce are ca obiect descoperirea și studierea relicvelor istoruce aflate sub apă. Arheologia submarină utilizează metode speciale de localizare, identificare, recuperare și conservare a relicvelor subacvatice.
Atenuator de zgomot - Instalație pentru reducerea nivelului de zgomot produs de gazele ce ies dintr-o conductă de înaltă presiune alcătuit de obicei dintr-o materie poroasă aflată pe orificiul de ieșire. Atenuatorul de zgomot este folosit cu precădere în camere hiperbare și în turele de scufundare.
Atmosferă - Start de aer care înconjoară globul terestru numit și atmosferă terestră. Acest start de aer, exercită la suprafața Pământului o presiune atmosferică.
Azot (N2) - Azotul este principalul component al aerului. Densitatea azotului este de 1,25049 g/l.                                                                                       
Backplate                                                                                                                                                                                               - Parte a unui dispozitiv pentru compensarea flotabilității, este un suport pentru fixarea a 1 sau 2 butelii pe spatele scafandrului. Backplate este o placă metalică îndoită și perforată. Prin ea trece o curea lată, parte din harness, astfel ghidată prin numeroase fante încât formează curele pentru umeri și centură în jurul taliei. Backplate este îndoită la mijloc, formând un canal longitudinal - nervură de care se prinde lestul (bare de plumb), wing-ul (aripă-balon compensator) și buteliile.
Ansamblul backplate, wing, harness  - spătar port-butelie, aripă-balon compensator, chingi - este o alternativă la vesta compensatoare, alt tip de BCD. 
Balon subacvatic - Accesoriu al echipamentului de scufundare destinat ridicării de obiecte grele către suprafața apei. Balonul subacvatic este un sac realizat din material impermeabil, deschis la partea inferioară și umplut cu aer. Balonul subacvatic este confecționat din pânză cauciucată și este prevăzut cu un sistem de chingi pentru prinderea obiectelor. Se deosebește, după scopul utilizării sale (lift bag), de alte tipuri de baloane subacvatice precum surface marker buoy (SMB), folosite pentru marcarea poziției, ghidare sau efectuare de paliere de decompresie.
Bar - Unitate de măsură a presiunii utilizată în practica scufundării.
1 bar = 1 daN/cm² = 100 000 N/m² = 100 000 Pa.  1 bar = 1000 mbar = 1000 hPa. 1 bar = 14.504 PSI (pound /square inch)
Barjă - Navă cu fund plat utilizată în lucrările subacvatice offshore. Barjele pot fi dotate cu macarale, instalație de ancorare, echipamente de scufundare, platformă pentru elicoptere etc.
Barocameră → Cameră hiperbară
Barotraumatism - Accident de scufundare datorat efectelor mecanice ale presiunii. Barotraumatismul afectează zona plămânilor și a cavităților pneumatice (urechea medie și sinusurile) precum și tubul digestiv. Barotraumatismul este cauzat de variațiile de volum ale gazelor aflate în cavitățile organismului, determinate de variațiile de presiune.
Bașă suplă - Recipient elastic confecționat din pânză cauciucată utilizat în sistemele de recuperare a gazelor din sistemele de scufundare la mare adâncime, ce permite unui compresor spacial să aspire gazul de la presiune atmosferică.
Baterie(rack) - Ansamblu de două sau trei butelii puse împreună pentru a alcătui o rezervă mai mare de amestec respirator.
Baticorometru - Aparat pentru măsurarea eficienței protecției catodice de la instalațiile subacvatice.
Bell-man - Scafandru aflat în turela de scufundare ce execută manevrele din turelă asigurând securitatea scafandrilor din apă, intervenind numai în caz de urgență. Este șeful echipei de scafandri care coboară din turelă.
Bend - Termen introdus în anul 1894 de Lorrain Smith pentru a defini artralgiile care dau o atitudine curbată muncitorilor chesonieri care la acea vreme erau in majoritate greci, de unde "grecian bends" sau simplu "bends". Bendurile apar, în general, imediat după executarea unei decompresii necorespunzătoare și se manifestă prin dureri localizate la nivelul uneia sau mai multor articulații (genunchi, umăr, cot) sau inserții musculare peri-articulare.
Beția adâncurilor → Narcoza azotului
Bioxid de carbon (CO2) - Bioxidul de carbon este rezultat în urma proceselor metabolice din organism fiind eliminat prin expirație. Bioxidul de carbon controlează procesul respirator prin stimularea centrului respirator. Are densitatea de 1,98 g/l.
Black-light (Lumină neagră) - Tehnică de inspectare nedistructivă subacvatică a cordoanelor de sudură ce folosește o sursă de radiație ultravioletă și o substanță fluorescentă specială.
Bloc de butelii - Ansamblu de două sau trei butelii unite între ele cu scopul sporirii rezervei de gaz respirator.
Blowing-up (Urcare în balon) - Urcare  foarte rapidă către suprafață a unui scafandru echipat cu echipament greu de scufundare ca urmare a defectării alimentării cu aer a costumului cu volum variabil precum și a destinderii gazului aflat în acesta. 
Boala de decompresie (boala de cheson) - Afecțiune ce survine datorită formării de bule de gaz în țesuturile organismului scafandrului ca urmare a executării unei decompresii prea rapide.
Bosaj - Sistem de egalizare a presiunii din urechi aflat în dreptul nasului la vizorul de scufundare. Bosajul permite strângerea nărilor din exteriorul vizorului cu mâna în vederea efectuării echilibrării presiunii din urechea medie cu presiunea mediului acvatic.
Bulă - Forma sub care aerul expirat de scafandri cu aparat în circuit deschis iese spre suprafață. 
Busolă submersibilă - Piesă a echipamentului de scufundare autonomă utilizată de scafandri pentru orientare sub apă.
Butelie - Componentă a aparatului autonom de respirat sub apă. Butelia este un recipient de înaltă presiune utilizat pentru stocarea aerului comprimat. Buteliile sunt fabricate din oțel, aluminiu, aliaje de titan sau fibre de carbon și pot fi de mai multe feluri : 
- butelii de scufundare,
- butelii de securitate și
- butelii de stocaj.

Buteliile de scufundare sunt încărcate cu aer comprimat la presiunea de 150...225 bar, iar volumul lor interior poate fi de 10, 12, 15 sau 20 litri. Buteliile de securitate sunt purtate de către scafandri împreună cu buteliile de scufundare ca rezervă de aer comprimat dar au un volum interior de cca.3 l. Buteliile de stocaj sunt bulelii de mare capacitate, de 40...50 litri, care pot fi încărcate cu aer la presiunea de 200...300 bar. Buteliile de scufundare și cele de securitate se pot încărca și cu aer provenit de la butelii de stocaj.
Cablu ombilical → Ombilical
Cabluri-ghid - Cabluri metalice ce servesc la ghidarea turelei de scufundare în timpul coborârii în apă sau urcării pe nava -suport.
Cagulă - Piesă componentă a costumului de scufundare ce are rolul de protecție termică a capului.
Calce baritată - Compus granular format din hidroxid de calciu și hidroxid de bariu. Calcea baritată are aceleași întrebuințări ca și calcea sodată dar are un preț de cost mai ridicat.
Calce sodată - Compus granular constituit din hidroxid de calciu și hidroxid de sodiu. Calcea sodată este utilizată în aparatele de respirat sub apă autonome în circuit semiînchis sau închis pentru reținerea bioxidului de carbon.
Calculator de scufundare - Piesă de bază a echipamentului de scufundare. Calculatorul de scufundare este un calculator multilevel conceput în special pentru scafandri care efectuează scufundări cu decompresie. Poate fi capabil de 25 de funcții diferite.
Cameră hiperbară - Incintă presurizabilă, rezistentă la presiune, în care se efectuează tratamentele diferitelor accidente de decompresie. Se mai numește și cheson. Camera hiperbară poate fi monoloc sau multiloc. În UE normele de securitate prevăd în mod obligatoriu existența unui sas de acces, o antecameră care poate fi presurizată și depresurizată independent de barocamera pe care o deservește. Sasul permite medicului specialist de medicină hiperbară să ajungă rapid la pacient fără a-l expune la variații de presiune.
Cameră submersibilă de decompresie - Cheson de scufundare prevăzut cu instalații necesare efectuării decompresiei în interior.
Cartuș epurator (epurator) - Canistră, aflată în aparatele cu circuit semi-închis sau circuit închis, care conține calce sodată prin care trece amestecul respirator expirat de scafandru pentru a fi filtrat, pentru a se extrage bioxidul de carbon din circuit.
Casă submarină - Instalație subacvatică montată pe fundul mării ce are ca scop asigurarea condițiilor de viață și lucru unei echipe de scafandri aflată un timp îndelungat  în saturație la presiunea mediului ambiant.
Cască de scafandru - Componentă principală a echipamentului de scufundare profesională al cărei rol este de a asigura scafandrului alimentare cu amestec respirator, vizibilitate, comunicație cu suprafața și protecție a capului. Casca de scafandru ce face parte din echipamentul clasic se compune din vană de aer, supapă de evacuarea aerului, microfon, difuzor, sistem de etanșare pe costum, geam amovibil. Casca de scafandru ce face parte din echipamentul de scufundare modern are greutate mult redusă fiind fabricată din fibre de sticlă și prevăzută cu o jupă din neopren pentru etanșare cu costumul.
Călăuzier - Persoană aflată la suprafață însărcinată cu asistența scafandrului care lucrează sub apă. Călăuzierul ține legătura prin semnale pe ombilical pe care îl filează sau recuperează funcție de solicitările scafandrului, sau prin intermediul telefonului. Călăuzierul are de asemenea în grijă și funcționarea utilajelor de la suprafață necesare efectării sub apă a lucrării de către scafandru. 
Câmp vizual - Unghiul care poate fi cuprins de scafandru cu privirea. Câmpul vizual este mult redus de refracția apei și de părțile laterale ale măștii.
Ceas etanș de scufundare - Instrument esențial al echipamentului de scufundare autonomă utilizat la cronometrarea timpului de scufundare, a timpilor de decompresie și împreună cu profundimetrul, la calcularea vitezei de urcare către suprafața apei.
Centrală de linie - Instalație de filtrare și lubrefiere a aerului introdus pe circuitele de presiune joasă ce face parte din sistemul de scufundare la mare adîncime. Aerul comprimat de presiune joasă este utilizat în sistemul de scufundare la mare adâncime pentru presurizarea chesoanelor de decompresie precum și pentru funcționarea vinciurilor turelei de scufundare.
Centrală de măsură și control - Instalație utilizată în special în scufundarea de saturație pentru centralizarea informațiilor primite de la instrumentele de măsură. Sunt analizați indicatorii de adâncime, temperatură, presiune parțială și procentajul de oxigen și dioxid de carbon.
Centrală hidraulică - Instalație emersă utilizată pentru acționarea uneltelor hidraulice sub apă prin crearea de presiune înaltă uleiului pe care-l folosește. Centrala hidraulică este alcătuită din motor, pompă, racorduri și conducte.
Centru hiperbar - Ansamblu complex de chesoane utilzat pentru efectuarea de diferite teste în domeniul hiperbar. Centrul hiperbar se compune în special din chesoane, hidrosferă (cheson umed), tablouri de măsură și control, stații de stocare a amestecurilor respiratorii, sistem de recuperare a gazelor etc.
Centură de lestare - Piesă de bază a echipamentului de scufundare folosită pentru contracararea flotabilității pozitive a costumului din neopren și chiar a corpului scafandrului. Pe centura de lestare se pune lest format din mai multe greutăți din plumb.
Check list (listă de control) - Tabel conținînd verificările ce trebuie făcute înainte de efectuarea unei scufundări.
Cheie cu șocuri - Unealtă pentru lucrul sub apă acționată hidraulic. Cheia cu șocuri este folosită pentru desfacerea sau strângerea de buloane sau piulițe.
Cheson - Recipient etanș utilizat pentru efectuarea de scufundări simulate, teste, tratamentul bolilor de decompresie etc. Chesonul poate fi monoloc sau multiloc.
Chingă - Curea lată din nylon sau cauciuc utilizată la confecționarea centurilor de lestare și a harnașamentului pentru prindera buteliilor și a back-pack-ului.
Cioc de rață - Supapă unisens din cauciuc amplasată la partea superioară a membranei detentorului cu un etaj, ce permite ieșirea aerului expirat la o suprapresiune mică evitându-se pătrunderea apei.
Circuit respirator - Traseu parcurs de amestecul respirator în aparatul autonom de respirat sub apă.
Clamp - Sistem de cuplare utilzat pentru cuplarea turelei de scufundare cu chesonul de decompresie. Clamp-ul este alcătuit din două semicercuri cu secțiune de formă specială articulate la un capăt iar la celălalt sunt prevăzute cu sistem de strângere.
Cod de semne - Sistem de semne vizuale care servește la transmiterea unui mesaj între doi scafandri aflați sub apă. Semnele constau din gesturi semnificative ce sunt necesare pentru desfășurarea în siguranță a scufundărilor.
Coeficient de scufundare succesivă (coeficient "C") - Indicator al gradului de suprasaturare a țesuturilor organismului la terminarea decompresiei. Coeficintul "C" reprezintă raportul dintre tensiunea azotului dizolvat în țesutul cu perioada de saturație de 120 minute, la presiunea corespunzătoare scufundării considerate și tensiunea azotului dizolvat în același țesut, la presiunea atmosferică. 
Coeficient de suprasaturare (raport critic de suprasaturare) - Valoare limită a raportului dintre presiunea gazului dizolvat și presiunea ambiantă, de la care echilibrul instabil este rupt, apărând fenomenul de degajare cu formare de bule în sânge. Fiecare țesut din organism are un coeficient propriu de suprasaturare.
Colicile scafandrilor - Accidente de scufundare cauzate de creșterea volumului gazelor conținute în tubul digestiv în timpul ridicării către suprafața apei.
Compensare - Egalizarea presiunii din interiorul măștii de scufundare cu presiunea mediului exterior.
Compresie - Creștere a presiunii în recipiente etanșe ca butelii și camere hiperbare. Compresia se realizează cu ajutorul compresoarelor speciale de înaltă presiune.
Compresor - Mașină pneumatică folosită pentru încărcarea cu aer a buteliilor de scufundare. Compresoarele pentru aer de înaltă presiune pot să ridice presiunea aerului în 3...4 trepte de compresie, până la presiunea de 200...300 bar. Compresoarele pot fi portabile, antrenate de motoare cu ardere internă sau fixe, antrenate de motoare electrice. Ungerea compresoarelor se face folosind numai uleiuri speciale, sintetice. Există și compresoare seci, fără lubrefiere (cu membrană sau cu element din teflon). Aerul respirator utilizat în scufundare trebuie să fie curat, uscat și filtrat astfel încât să nu conțină oxid de carbon, bioxid de carbon, ulei, apă și alte impurități în cantități peste valorile indicate de normativele specializate. 
Normele BS EN 12921:1999 prevăd următoarele cantități maxim admise de impurități pentru aerul comprimat utilizat în scufundare:
- oxid de carbon (CO) =15 ml/m³ (15 ppm) ;
- bioxid de carbon (CO2) = 500 ml/m³ (500 pmm) ;
- apă =25 mg/m³ pentru presiunea de 200 bar și 300 bar (sc.man.) ;
- ulei = 0,5 mg/m³.

Comunicații submarine - Sistem ce asigură legătura între două puncte aflate sub apă sau un punct subacvatic și suprafața. Comunicațiile submarine pot fi efectuate fie prin intermediul unor semnale fie utilizându-se un telefon cu fir sau cu ultrasunete.
Consolă - Piesă a echipamentului de scufundare ce permite gruparea a două sau trei instrumente de scufundare.
Costum de scufundare - Piesă de bază a echipamentului de scufundare cu rol de a păstra căldura corpului prin limitarea pierderilor de căldură către mediul acvatic exterior. Costumul de scufundare poate fi umed sau uscat.
Criză hiperoxică (intoxicația cu oxigen) - Accident biochimic de scufundare ce se caracterizează prin manifestări asemănătoare crizei epileptice (convulsii violente și pierderea cunoștinței). Criza hiperoxică, denumită și hiperoxie acută, se poate manifesta cu o anumită probabilitate, doar atunci când scafandrul în imersiune a respirat timp îndelungat oxigen la presiuni parțiale mari, de exemplu mai mult de 45 minute la 
o presiune parțială a oxigenului din amestecul respirator de 1,6 bar sau mai mult de 300 minute la ppO2 de 1,0 bar conform tabelului publicat de organizația NOAA. Criza hiperoxică se poate manifesta și în barocameră (uscat), cu o probabilitate de sub 1 la 10000 în condițiile expunerii la oxigen 100% la presiunea 2,8 bar în 3 ședințe de tratament repetate, cu durata 30 de minute. În condițiile supravegherii de către un medic specialist HBO crizele hiperoxice trec fără a lăsa urme, sechele, sau amintire a crizei. În condițiile imersiunii scafandrul se poate îneca în timpul crizei, nu din cauza oxigenului ci prin scăparea muștiucului.
Cuplare - Operație de unire a două recipiente etanșe presurizate sau nepresurizate (turelă-cheson, cheson-cheson. Etanșarea acestora se realizează cu ajutorul clamp-ului.
Curbă de securitate - Curbă limită reprezentată prin perechi de valori adâncime-timp ce caracterizează scufundările care nu necesită palierele impuse de un tabel de decompresie. Scufundările executate sub această curbă de securitate sunt scufundări care nu necesită o revenire la suprafață cu paliere de decompresie.
Cuțit de scafandru - Important accesoriu al echipamentului de scufundare. Poate fi folosit sub apă ca fierăstrău, șurubelniță, levier precum și pentru măsurare și tăiere. Lama cuțitului poate avea diferite forme. Cuțitul de scufundare se poartă într-o teacă specială.
Decodor - Aparat utilizat pentru a face inteligibilă vocea scafandrului atunci când se utilizează amestec respirator pe bază de heliu (HELIOX). Decodorul poate fi reglat în funcție de adâncimea scufundării.
Decompresie - Scăderea presiunii de la valoarea adâncimii scufundării la valoarea presiunii atmosferice sau, până la valoarea presiunii palierului de decompresie. În practica scufundării autonome, decompresia se efectuează în trepte sau opriri de decompresie din 3 în 3 metri.
Decompresimetru - Aparat portabil care indică scafandrului, în funcție de durata și adâncimea scufundării, timpii de decompresie.Funcție de principiul de funcționare, decompresimetrul poate fi mecanic sau electronic.
Deep Stop - este un palier de decompresie suplimentar la adâncime mare, de durată tipică 2 minute. În contextul scufundărilor tehnice sau de agrement la adâncime mare, cu utilizarea unui computer de scufundare, se poate opta pentru paliere deep stop cu decomprimare conform teoriei introdusă de Richard Pyle.
→  Arhivat în 30 octombrie 2010, la Wayback Machine.  
Deflector -Piesă ce intră în componența unor aparate de respirat subacvatice. Deflectorul poate fi de interior și de bule. Deflectorul de interior are rolul de a conduce jetul de gaz direct către gura scafandrului pentru a diminua efortul respirator, iar deflectorul de bule are rolul de a orienta bulele de gaz expirate către părțile laterale ale capului scafandrului.
Desaturare - Fenomenul de eliminare a azotului (sau alt gaz neutru) din țesuturi. Desaturarea are loc în mod invers fenomenului de saturare.
Deschidere tubară voluntară (D.T.V.) - Manevră pentru echilibrarea urechii medii.
Detector de bule - Aparat utilizat pentru detectarea bulelor circulante din corpul scafandrilor în timpul decompresiei ce se efectuează în cheson. Detectorul de bule funcționează pe baza efectului Doppler.
Detentor - Componentă a aparatului autonom de respirat sub apă conceput atât pentru a destinde aerul de la presiunea înaltă la care se află stocat în butelie, la presiunea corespunzătoare adâncimii la care se află scafandrul, cât și pentru a permite o respirație fără efort. 
Din punct de vedere constructiv există 
- detentor cu o singură treaptă (monobloc)
- detentor cu două trepte separate.

Detentoarele cu două trepte distincte pot fi de mai multe tipuri, clasificarea lor făcându-se după mai multe criterii cum ar fi:
- după modul de funcționare al primului etaj:
  - neechilibrat (necompensat);
  - echilibrat (compensat);
- după construcția primului etaj:
  - cu membrană și clapet;
  - cu piston clapet;
- după construcția etajului al doilea:
  - cu clapet amonte;
  - cu clapet aval;

Detentor de rezervă - Piesă de echipament ce reprezintă un etaj II racordat printr-un furtun mai lung la ieșirea de joasă presiune a etajului I al detentorului. Este ținut de rezervă și folosit în cazul defectării detentorului principal sau de un alt scafandru în caz de urgență.
Deversor - Aparat ce permite evacuarea controlată la exterior a gazelor dintr-o incintă hiperbară (turelă, cheson). Deversorul este alcătuit din următoarele părți componente: corp, membrană elastică, pîrghii și clapet compensat.  
Difuzia luminii - Fenomenul de dispersare a luminii datorită suspensiilor aflate în masa apei. Difuzia luminii apare în special în apele tulburi cu vizibilitate redusă.
Difuzia gazelor - Răspândirea moleculelor unui gaz printre moleculele altui gaz la amestecarea lor într-un recipient.
Dispozitiv de prehensiune - Sistem mecanic pentru prinderea turelei de scufundare și cuplarea acesteia cu chesonul de decompresie. Dispozitivul de prehensiune este montat pe porticul sistemelor de scufundare la mare adâncime.
Distorsiunea imaginii - Fenomenul de deformare a imaginilor obiectelor sub apă datorită indicelui de refracție al apei care este foarte apropiat de indicii de refrație ai ochiului. Obiectele aflate sub apă sunt văzute de scafandru mai mari cu 1/3 față de dimensiunea reală și la o distanță redusă cu 1/4 față de distața reală.
Dizolvare - Fenomenul de absorbție a unui gaz în lichidele (sânge) cu care vine în contact, datorită gradientului de presiune dintre lichid și mediul ambiant.
D-metru - Aparat pentru măsurarea grosimii metalului unei structuri subacvatice. D-metrul funcționează cu ajutorul ultrasunetelor.
Dragă absorbantă - Utilaj pentru lucrul sub apă. Introducerea unui debit de aer printr-un furtun creează antrenarea unei cantități de mâl, nisip etc. Draga absorbantă se utilizează pentru degajarea structurilor submerse, la baraje hidrotehnice, arheologie submarină etc.
Durata fictivă - Suma timpului de majorare cu durata reală a scufundării succesive.
Durata scufundării - Intervalul de timp cuprins între momentul începerii scufundării și momentul începerii urcării către suprafața apei sau primul palier de decompresie.
Echilibrare - Egalizarea presiunii între două spații sau incinte aflate la presiuni diferite.
Echilibrarea urechilor - Operațiunea de egalizare a presiunii din urechea medie cu presiunea exterioară a apei prin trompa lui Eustache. Cele mai cunscute manevre de echilibrare a urechilor sunt: prin deglutiție, Valsalva, Frenzel, "deschidere tubară voluntară" (D.T.V.) și
Toynbee. Sunt utilizate de asemenea și alte metode ca Roydhouse, Edmonds sau Lawry ce folosesc combinații ale principalelor metode.
Echipament de scufundare - Totalitatea pieselor principale și accesoriile pe care le poartă scafandrul pentru efectuarea scufundării. Echipamentul de scufundare diferă în funcție de locul și scopul scufundări.
Efect Donald Duck - Deformație a fonației datorită vorbirii într-o atmosferă hiperbară care conține heliu. Efectul Donald Duck apare și la presiune atmosferică. Denumirea provine de la utilizarea heliului pentru producerea vocii rățoiului Donald din filmele Walt Disney.
Efect tunel - Fenomen de îngustare a câmpului vizual ce apare datorită tulburărilor fiziologice în criza hiperoxică acută.
Efort respirator - Efortul ventilator efectuat în mod reflex de om (scafandru) pentru realizarea actului respirator. În mediul hiperbar efortul respirator este considerabil mai mare datorită creșterii presiunii amestecului respirat. Efortul respirator depinde de volumul, densitatea și vâscozitatea gazului utilizat precum și de rezistența căilor respiratorii. 
Embolie gazoasă - Accident de scufundare ce apare datorită destinderii gazelor blocate în plămâni peste limita de elasticitate a acestora, în timpul ridicării către suprafața apei.
Epavă - Orice corp plutitor care s-a scufundat și a fost abandonat pe fundul apei. Epavele pot fi de nave, submarine sau avioane, de dimensiuni și vechimi diferite, aflate la mare sau mică adâncime.
Epurator de bioxid de carbon - Dispozitiv utilizat pentru reținerea bioxidului de carbon din atmosfera chesoanelor de decompresie, turelei de scufundare, precum și din aparatele autonome de respirat sub apă cu circuit semiînchis sau închis. Epuratorul se compune dintr-un cartuă epurator și un ventilator. Cartușul epurator conține o substanță absorbantă care poate fi calce sodată sau calce baritată.  
Etanșeitate - Caracreristică a unui aparat, carcasă, costum etc. de a nu permite pătrunderea apei în interiorul său.
Filmare subacvatică - Activitate de înregistrare pe peliculă cinematografică a unor scene, imagini și peisaje subacvatice. Aparatele de filmare subacvatică pot fi camere de filmat obișnuite introduse în carcase etanșe sau camere special realizate pentru filmări subacvatice. Imaginile subacvatice pot fi înregistrate și pe bandă video. Camerele video subacvatice pot fi de asemenea camere obișnuite sau special concepute.  
Flash - Aparat subacvatic pentru iluminat ce produce sclipiri puternice de scurtă durată. Flash-ul se ulilizează în special pentru fotografiere subacvatică, dar și pentru marcarea locului de intrare și ieșire atunci când se efectuează scufundări de noapte.
Flexibil - Furtun din cauciuc de diferite secțiuni și lungimi, de presiune înaltă, medie sau joasă, utilizat pentru transferul gazelor în instalații și sisteme de scufundare la mare adâncime. Flexibilele sunt prevăzute la capete cu racorduri demontabile.
Flotabilitate Însușire a unui corp de a pluti la suprafața unui lichid sau la o anumită adâncime. 
Flotabilitatea este mărimea scalară dată de diferența dintre modulul forței arhimedice (de împingere în sus) și modulul forței de greutate a corpului. 
În funcție de mărimea diferenței, rezultată prin varierea forței arhimedice (care este proporțională cu volumul de apă dislocuit), flotabilitatea poate fi: 
- flotabilitate negativă (greutate aparentă) când corpul se scufundă, forța arhimedică fiind mai mică decât greutatea,
- flotabilitate pozitivă când corpul se ridică la suprafața apei, fiind tras în sus de forța arhimedică care prevalează asupra greutății,
- flotabilitate neutră (nulă) atunci când corpul este în echilibru static și nu își modifică adâncimea.

Fluier de semnalizare - Accesoriu al echipamentului de scufundare atașat la mecanismul de umflare al vestei de slvare. Este utilizat la suprafața apei atunci când scafandri se despart accidental depărtându-se de ambarcațiune.
Fotografiere subacvatică - Activitate ce constă în fixarea pe peliculă fotografică a unor imagini, scene și peisaje subacvatice. Aparatele de fotografiat pot fi aparate de fotografiat obișnuite montate în carcase speciale etanșe sau aparate special relizate.  
Frenzel - Manevră pentru echilibrarea urechii medii ce permite insuflarea de aer către trompa lui Eustache fără a efectua o expirație dinspre plămâni. Manevra este independentă de respirație, scurtcicuitând aerul toracic la nivelul glotei.

## G-L
Geantă pentru echipament - Sac special dimensionat  conceput și realizat pentru transportul și păstrarea echipamentului de scufundare.
Ghete de scafandru - Parte componentă a echipamentului greu de scafandru. Ghetele au greutatea de 7...8 kg fiecare contrubuind la crearea stabilității și echilibrului scafandrului pe fundul apei.
Grad de saturare - Nivelul de dizolvare atins de un gaz în organism. Gradul de saturare depinde de factori cum ar fi natura țesutului, gradientul de presiune, durata scufundării, nivelul irigării sanguine etc.
Gradient de presiune - Diferență de presiune aflată între două puncte.
Greutate aparentă - Diferența dintre greutatea unui corp și greutatea volumului de apă dislocuit.
Harnașament - Ansamblu clasic de curele pentru fixarea buteliilor pe spatele scafandrului.
Heliox (HeO2) - Amestec respirator sintetic format din heliu și oxigen. Heliox-ul se folosește pentru scufundările efectuate la adâncime mare pentru eliminarea efectelui narcotic al azotului.
Heliu (He) - Gaz neutru utilizat în scufundare pentru eliminarea efectului narcotic al azotului atunci când se efectuează scufundări la adâncime mai mare. Heliul a fost descoperit în anul 1868 de către astronomul P. J. C. Janssen în timpul unei eclipse de soare în India care a observat un spectru necunoscut încă. Apoi, Sir Norman Lockyer folosind un spectroscop a observat că acest spectru era produs de un element încă nedescoperit pe care l-a numit Heliu de la cuvântul grec hellios care înseamnă Soare. Pe Pământ, existența heliului a fost descoperită în anul 1895. Heliul are densitatea de 0,1785 g/l.
Hidrocuție - Stare de șoc creată de trecerea bruscă de la temperatura ambiantă la temperatura scazută a apei. Hidrocuția survine ca urmare a suprasolicitării mecanismelor de termoreglare ale organismului.
Hidrogen (H2) - Gaz neutru ce este folosit în locul heliului pentru scufundări la mare adâncime deoarece are un preț de cost mult mai mic. Prezintă marele inconvenient de a fi explozibil când este amestecat cu aer în proporții ce includ prezența a 5,3% oxigen. Hidrogenul este un gaz biatomic, incolor, inodor și insipid. Are densitatea de 0,08987 g/l.
Hidrolocație - Determinare a poziției unor obiecte aflate sub apă cu ajutorul undelor ultrasonore. Hidrolocația se utilizează în domeniul militar, navigația submarină, pescuitul industrial, cercetări oceanologice, operațiuni de salvare etc.
Hidroscan - Cameră de fotografiat subacvatică a detaliilor unor instalații aflate sub apă.
Hidrosferă - Cheson de construcție specială umplut parțial cu apă ce face parte din ansamblul de chesoane al unui centru hiperbar. Hidrosfera este prevăzută cu instalații de umplere, golire și răcire a apei fiind utilizată pentru efectuarea de scufundări simulate, teste de etanșeitate, experimentare de unelte și dispozitive pentru lucrul sub apă etc.
Hiperbar - Aflat  la o presiune superioară presiunii atmosferice.
Hipercapnie - Excesul de bioxid de carbon din sânge datorat creșterii presiunii parțiale a bioxidului de carbon în amestecul respirator. Hipercapnia poate fi cronică dacă presiunea parțială a bioxidului de carbon este sub 0,015 bar (sc.abs.) și acută atunci când presiunea parțială a bioxidului de carbon depășește 0,015 bar (sc.abs.).
Hiperoxie - Creșterea nivelului de oxigen dintr-un amestec respirator. Hiperoxia poate fi cronică dacă presiunea parțială a oxigenului din amestecul respirator este de 0,42...1.7 bar (sc.abs.) și acută dacă presiunea parțială a oxigenului din amestecul respirator este mai mare de 1.7 bar (sc.abs.). Hiperoxia cronică mai poartă denumirea de "efect Lorrain Smith", iar hiperoxia acută de "efect Paul Bert".
Hipoxie - Scăderea nivelului de oxigen din amestecul respirator. Un amestec respirator este cosiderat hipoxic atunci când presiunea parțială a oxigenului din acest amestec este mai mică de 0.17 bar ( sc.abs.).
Hublou - Fereastră etanșă aflată în corpul unei camere hiperbare, turelă de scufundare etc. Hublourile pot fi cilindrice, tronconice sau sferice și sunt fabricate din sticril (plexigas).
Iluminare subacvatică - Producere de lumină artificială sub apă. Iluminarea subacvatică este necesară pentru diminuarea efectelor absorbției luminii  și pentru restaurarea culorilor naturale sub apă. Pentru iluminat se utilizează lanterna subacvatică.
Injector -Dispozitiv aflat în interiorul detentorului cu un singur etaj ce are rolul de a crea un jet de aer în sensul inspirației pentru a se reduce efortul respirator.
Instructor(monitor) - Scafandru experimentat special brevetat pentru instruirea teoretică și practică a viitorilor scafandri. 
Interval - Durată de timp petrecută la suprafață între două scufundări succesive. Intervalul de la suprafață reprezintă intervalul de timp cuprins între momentul în care scafandrul iese la suprafața apei după o scufundare (ora de ieșire dintr-o scufundare) și momentul începerii unei noi scufundări (ora de lansare în scufundarea următoare).
Intervenție subacvatică - Modalitate de acțiune a scafandrului sub apă. Intervenția subacvatică cea mai des utilizată este efectuată în mod direct, cu scafandri care se află în contact direct cu mediul subacvatic.
Intrare în apă - Pătrunderea scafandrului în mediul subacvatic. Există mai multe modalități pentru intrarea în apă a scafandrului și anume:
- intrarea prin salt cu picioare înainte;
- intrarea prin basculare pe spate;
- intrarea din poziția șezând;
- intrare pe scara de scafandru;
- intrare de pe plaje;

Încălzitor de gaze - Aparat utilizat pentru preîncălzirea amestecurilor respiratorii pe bază de heliu atunci când se efectuează scufundări la mare adâncime. Încălzitorul de gaze este montat în back-pack-ul scafandrului.
Înec - Accident neprevazut ce poate cauza moartea. Înecul se produce cel mai adesea prin asfixiere datorată pătrunderii apei în căile respiratorii. Primul ajutor în caz de înec constă în efectuarea respirației artificiale și a masajului cardiac extern.
Înot de locomoție - Metodă de deplasare la suprafața apei. Înotul de locomoție se efectuează numai cu mască, tub de respirat și labe de înot.
Înot subacvatic - Modalitate de deplasare a scafandrului sub apă utilizand mijloace proprii. În scufundarea autonomă scafandri folosesc labele de înot pentru a înota sub apă. Înotul subacvatic poate fi la suprafața apei (înot de locomoție) sau înot în imersiune.
Jetting - Operație executată de scafandru prin utilizarea unui jet de apă provenit de la o pompă aflată la suprafață. Jetting-ul se realizează cu ajutorul lancei de apă și poate fi de joasă presiune folosit pentru dagajarea unor structuri aflate în fundul apei și de înaltă presiune folosit pentru curățarea suprafețelor metalice submerse.
Jug  - Piesă de fixare a detentorului pe robinetul buteliei de scufundare prevazut cu O-ring (sistem INT). Jugul se află montat și pe racordul flexibil al compresorului pentru încărcarea buteliilor de scufundare. 
Jupă - Parte elastică din cauciuc sau silicon a măștii de scufundare ce servește la asigurarea unei etanșări corespunzătoare la aplicarea pe figură.
Jurnal de scufundare - Registru utilizat cu precădere în scufundarea profesională în care sunt consemnate datele referitoare la scufundare, scafandri și activitatea desfășurată sub apă. De asemenea, în jurnalul de scufundare se mai notează eventualele accidente de scufundare apărute precum și procedura urmată.   
Labe de înot - Piese de bază ale echipamentului de scufundare folosite de scafandru pentru sporirea vitezei de deplasare sub apă. Labele de înot pot fi cu călcâi (cu talon) sau cu baretă reglabilă.
Laborator submers → Casă submarină
Lance de apă → Jetting
Lanternă subacvatică - Accesoriu al echipamentului de scufundare utilizat pentru iluminare sub apă. Cu ajutorul lanternei subacvatice se pot efectua scufundări de noapte, iar pe timpul zilei se pot reda culorile naturale ale obiectelor și viețuitoarelor subacvatice.
Largare - Manevră prin care se eliberează centura de lestare în caz de urgență pentru a permite scafandrului să ajungă mai rapid la suprafață.
Legile gazelor - Principalele legi ale gazelor utilizate în scufundarea autonomă sunt:
- Legea Boyle-Mariotte (legea transformării izoterme): pV = const. Volumul unui gaz variază invers proporțional cu creșterea presiunii.
- Legea lui Charles (legea tranformării izocore): V este proporțional cu T. Destinderea gazului (spre presiune mai mică) determină scaderea temperaturii.
- Legea lui Dalton: Presiunea totală a amestecului de gaze este egală cu suma presiunilor parțiale ale gazelor pure care îl compun
- Legea lui Henry: Masa de gaz dizolvată într-un lichid, la saturație, variază direct proporțional cu presiunea parțială a gazului aflat în contact cu lichidul.
- Legea generală a gazelor - pV/T = constant.

Lestare - Îngreunarea scafandrului pentru anularea flotabilității sale pozitive. Lestarea depinde de factori ca vechimea și starea costumului umed, flotabilitatea proprie a scafandrului, experiența sa, echipamentul folosit, tipul și mărimea buteliilor, densitatea apei etc.
Lest de piept - Set de greutăți plate utilizate de scafandri cu echipament greu pentru lestare. Lestul de piept este fixat pe pieptul scafandrului cu ajutorul harnașamentului.
Lock-in/Lock-out - Submersibil prevăzut cu incintă presurizabilă utilizată pentru ieșirea și întoarcerea scafandrilor. Submersibilul lock-in/lock-out are în componență un compartiment uscat aflat la presiune atmosferică utilizat pentru control și pilotaj și un compartiment umed care se presurizează folosit de scafandri pentru echipare, dezechipare, efectuarea compresiei și decompresiei, depozitarea uneltelor și sculelor necesare lucrului sub apă etc. 
Lucru sub apă - Activitate întreprinsă sub apă de către un scafandru profesionist. Domeniile care beneficiază în special de serviciile scafandrilor profesioniști sunt exploatările petroliere offshore, lucrările portuare și lucrările hidrotehnice. Pentru lucru sub apă, scafandri folosesc diverse scule acționate manual, unelte acționate pneumatic sau hidraulic, dispozitive și utilaje special concepute și realizate. Datorită complexității și în special necesității unui personal numeros, a unor echipamente și utilaje diverse, lucrul sub apă are un preț de cost adeseori foarte ridicat.
Lunetă mobilă - Piesă componentă a ceasului de scafandru situată în jurul cadranului ce permite scafandrului să fixeze momentul inițial al cronometrării duratei scufundării și a palierelor de decompresie.

## M-R
Majorare (timp de majorare) - Reprezintă durata unei scufundări fictive, la adâncimea scufundării succesive, care ar conduce la atingerea în țesutul cu perioada de saturație de 120 min. a unei tensiuni a azotului dizolvat egală cu cea de la sfârșitul intervalului de la suprafață, deci atingera unui coeficient "C" egal cu coeficientul "C" atins la sfârșitul intervalului la suprafață (în momentul începerii noii scufundări).
Manevra Toynbee - Manevră pentru echilibrarea urechii medii în timpul urcării către suprafață, atunci când există posibilitatea ca presiunea din urechea medie să devină superioară presiunii exterioare.
Manevra Valsalva - Manevră pentru echilibrarea urechii în timpul coborârii. Se realizează prin suflare de aer către nas, nările fiind presate cu degetele și gura închisă.
Manifold - Ansamblu de piese de racordare, garnituri, țevi și robinete care realizează unirea etanșă a unei baterii de două sau trei butelii de scufundare.
Manodetentor - Reductor de presiune cu debit mare și reglare automată a presiunii de ieșire (0...50 bar). Manodetentorul este utilizat cu precădere la tabloul de măsură și control al chesoanelor de decompresie, stațiilor de stocare a gazelor, fabricarea amestecurilor respiratorii precum și la tablourile pneumatice ale turelelor de scufundare.
Manometru de control - Accesoriu al echipamentului de scufundare utilizat pentru verificarea presiunii aerului stocat în butelie. Manometrul de control este prevăzut cu un jug pentru racordare la robinetul buteliei și o supapă pentru evacuarea aerului sub presiune rămas în interior. 
Manometru submersibil - Instrument de bază al echipamentului de scufundare folosit pentru indicarea continuă a presiunii aerului stocat în butelie. Manometrul submersibil se racordează la etajul I al detentorului.
Manșetă - Element de etanșare a capătului mânecii costumului uscat de scufundare. Manșeta are formă tronconică și este confecționată din cauciuc foarte elastic.
Mască (vizor) - Piesă de bază a echipamentului de scufundare ce acoperă și nasul permițând scafandrului să poată vedea sub apă. Vizorul pentru scufundarea autonomă are următoarele elemente componente: geam, jupă de etanșare, colier de fixare a geamului, baretă reglabilă pentru prindere pe cap și bosaj. Există foarte multe tipuri de vizoare de diferite forme și mărimi: cu unul sau două geamuri, cu sau fără lentile corectoare, cu sau fără supapă pentru evacuarea apei, cu jupă cu simplă sau dublă etanșare.  Funcție de volumul de aer pe care îl delimitează vizoarele pot fi cu volum mic și cu volum mare. Pentru scufundarea autonomă cu aparat de respirat sub apă se utilizează vizoare cu volum mare.
Mască facială - Componentă principală a echipamentului de scufundare profesională. Masca facială are următoare părți componente: cagulă din neopren, colier elastic de fixare, geam, detentor etaj II, piesă oro-nazală cu supapă de respirație, microfon și buton cu tijă pentru echilibrarea urechii medii, vană de alimentare cu amestec respirator în debit continuu, difuzoare etanșe, clapet antiretur.         
Mănuși - Componente de bază ale costumului de scufundare folosite pentru protecția mâinilor. Mănușile de scafandru pot avea 1, 2 sau 5 degete.
Membrană - Piesă plată și elastică fabricată din cauciuc special. Membrana este un element important al etajului I al detentorului, transmițând variațiile de presiune pe care le sesizează.
Moon-pool - Deschidere aflată în mijlocul navei utilizată pe unele nave dotate cu sisteme de scufundare la mare adâncime prin care se lansează și se ridică turela de scufundare în special în zone cu valuri mari.   
Muștiuc - Piesă din cauciuc aflată în componența etajului II a detentorului și a tubului de respirat pe care scafandrul o ține în gură.
Narcoza azotului - Stare de euforie asemănătoare beției alcoolice sau a oxidului de azot (gazul ilariant) folosit la anestezie. Narcoza azotului apare în mod practic în timpul scufundării începând cu adâncimea de aproximativ 30 metri.
Narcoza cu gaze neutre - Tulburări psiho-fiziologice ce apar atunci când se respiră un amestec respirator compus din oxigen și un gaz neutru (azot, heliu, hidrogen, neon). Simptomele sunt cauzate de acțiunea gazului neutru din amastecul respirator asupra sistemului nervos central. Mecanismul de producere a narcozei cu gaze neutre nu este pe deplin elucidat.
Narghilea → Ombilical
Navă de scafandri - Navă special amenajată pentru intervenții cu scafandri. Navele de scafandri pot fi șalupe, pontoane, ambarcațiuni maritime sau fluviale și sunt prevăzute cu echpamente de scufundare, chesoane de decompresie, butelii cu amestec respirator, compresoare, sitem de scufundare la mare adâncime etc. Centrul de scafandri din Constanța are în dotare navele de scafandri "Emil Racoviță" și "Grigore Antipa".
Navă suport - Navă special amenajată pentru asigurarea logistică și materială a unei intervenții submarine cu scafandri.
N. D. T. (Non Destructiv Testing) - Operație de control nedistructiv efectuată de scafandri la structuri submerse cu ajutorul unor aparate speciale. Principalele aparate utilizate sunt aparat de fotografiat, televiziune în circuit închis, baticorometru, aparat de control cu particule magnetice, cu ultrasunet, D-metru.
Neopren - Cauciuc sintetic din care se confecționează costumul umed. Neoprenul este expandat cu gaz inert adică are incluse în masa lui mici bule de azot izolate între ele. Neoprenul este un material nepermeabil foarte bun izolator termic și cu bune calități elastice. 
Nitrox (N2O2) - Amestec respirator sintetic alcătuit din azot și oxigen.
Nivel de lucru - Adâncimea la care lucrează scafandri în timpul unei scufundări în saturație.
Nivel de viață - Adâncimea la care se află scafandri presurizați în turela de scufundare. Adâncimea de viață este mai mică cu 10...15 m decât adâncimea de lucru.
Nod - Unitate de măsură a vitezei unei nave sau a curenților marini, egală cu 1 milă marină pe oră (1 Mm/h).
1 Nd = 1,852 km/h = 0,514 m/s.
- Legătură făcută cu o parâmă sau mai multe pentru a le împreuna sau pentru a le lega de un obiect.
Normobarism - Condiție normală de presiune
Normoxie - Situație în care presiunea parțială a oxigenului se află în limite normale de presiune (0,17...0,40 bar).
Oleom - Intoxicație pulmonară cauzată de existența în aerul respirator a vaporilor de ulei. Oleomul apare în cazul în care compresorul de aer nu are un sistem eficient de epurare a vaporilor de ulei, uleiul de compresor nu este de tip special sau dacă filtrul compresorului este vechi și necurățat.
Ombilical - Ansamblu de furtunuri și cabluri care alimentează un scafandru sau turela de scufundare. Ombilicalul este format de obicei din următoarele elemente: furtun de alimentare cu amestec respirator, furtun pentru determinarea adâncimii (pneuomofatometru), furtun pentru alimentare cu apă caldă, cablu electric, cablu pentru comunicații, saulă sau cablu de rezistență precum și un furtun pentru recuperarea gazelor expirate.
Oxid de carbon (CO) - Gaz toxic fără culoare, miros și gust. Are densitatea de 1,16 g/l și este emanat de motoarele cu ardere internă. Oxidul de carbon se dizolvă în sânge de 200 de ori mai repede decât oxigenul și nepermițând acestuia să ajungă în țesuturile corpului, conduce la intoxicație cu oxid de carbon.
Ora scufundării - Momentul în care scafandrul părăsește suprafața liberă a apei și începe practic scufundarea.
Osteonecroză disbarică - Leziune a țesutului osos datorată în special unor accidente de decompresie repetate.
Oxigen (O2) - Este cel mai răspândit element din natură fiind prezent în proporție de 50%. Nu are miros, gust și culoare. Oxigenul se păstreză în butelii de înaltă presiune luându-se măsuri speciale de manevrare ca absența grăsimilor și uleiurilor de pe piesele cu care este în contact. Oxigenul are densitatea de 1,42895 g/l și este elementul de bază din orice amestec respirator. 
Oxigenoterapie hiperbară - Metodă de tratament a unor accidente de scufundare prin care pacientul este plasat într-o cameră hiperbară ce conține oxigen pur sau aer îmbogățit cu oxigen la o presiune mai mare decât cea atmosferică.
Palier de decompresie - Treaptă de staționare la un anumit nivel (la o anumită adâncime) în faza de urcare a scafandrului către suprafață, strict definită de tabel funcție de tipul scufundării și durata acesteia.
Parașută subacvatică → Balon subacvatic
Parâmă ghid (saulă de ghidare) - Parâmă sintetică folosită de scafandri pentru coborâre către adâncimea de evoluție a scufundării și de urcare către suprafața apei.
Perioadă de semisaturație - Reprezintă timpul în care presiunea parțială a gazului inert dizolvat în țesut ajunge la o valoare egală cu semisuma presiunii de expunere și a celei inițiale. Perioada de semisaturație caracterizează fiecare țesut al corpului și are aceleași valori la compresie și decompresie.
Pieptar (Plastron) - Placă metalică așezată pe umerii și pieptul scafandrului echipat cu costum clasic de scufundare, cu rolul de a îmbina costumul cu casca precum și de a asigura poziție corectă căștii. Plastronul este etanș atât la îmbinarea cu casca cât și la prinderea de costum. De plastron se prinde lestul de piept.
Pig-Pinger - Dispozitiv de semnalizare acustică ultrasonor ce se atașează pistonului de curățare interioară a conductelor submarine servind la detectarea rapidă a acestuia în caz de blocare. Localizarea pingerului se face de către scafandru care ține în mână un aparat special numit ping-pointer.
Pipă - Racord cotit cu care se cuplează furtunul de aer la casca de scafandru greu.     
Placaj - Lipire a măștii de față sau a costumului de corp cauzată de scăderea volumului aerului din interiorul acestora odată cu creșterea adâncimii. Evitarea placajului se face prin echilibrarea permanentă a volumelor aerului prin insuflare în mască, respectiv prin utilizarea supapei costumului etanș.
Placuța de scris sub apă - Accesoriu al echipamentului de scufundare folosit în timpul scufundărilor pentru evidența timpilor de decompresie, a adâncimilor, a temperaturilor sau pentru comunicarea cu ceilalți scafandri.
Plutire - Menținerea unui corp la suprafața apei. Capacitatea de plutire depinde de forța verticală de împingere în sus a corpului (forța arhimedică) și greutatea acestuia.
Pompă de scafandru - Pompă cu acționare manuală ce era folosită pentru alimentarea cu aer a scafandrului echipat cu costum greu. Pompa de scafandru are doi cilindri și prevăzută cu rezervor tampon și manometru.
Pompă de transfer → Surpresor
Portic -Cadru metalic mobil utilizat pentru manevrarea turelei de scufundare în afara bordului navei.
Presiune - Raportul dintre forță și unitatea de suprafață. În sistemul internațional (SI) unitatea de măsură pentru presiune este Newton pe metru pătrat (N/m²) numit și Pascal (Pa).
1 Pa = 1 N/m²
În practica scufundării unitatea de măsură uzuală pentru presiune este barul (bar).
1bar = 100 000 N/m² = 100 000 Pa = 1000 hPa.
Presiune atmosferică - Stratul de aer numit atmosferă terestră ce exercită la baza lui (la suprafața Pământului) o presiune. Presiunea atmosferică la nivelul mării se măsoară cu barometrul și este egală cu presiunea exercitată de o coloană de mercur înaltă de 760 mm. Se numește și atmosferă fizică și are valoarea de circa o atmosferă în scară absolută (1 ata). Presiunea atmosferică scade cu creșterea altitudinii.
1 ata = 760 mm Hg. În practică se aproximează presiunea atmosferică la suprafață cu 1 bar.
Presiune hidrostatică - Presiunea exercitată de apă la o anumită adâncime. Se numește și presiune relativă.
prel = ρgh
pabs = prel + pat = prel+ 1(bar).
Presiune parțială - Este presiunea unui anumit gaz dintr-un amestec respirator, de ex. aer, nitrox, heliox. Presiunea parțială corespunde în acest caz presiunii totale exercitate de acel gaz dacă ar ocupa singur tot volumul amestecului de gaze. A se vedea Legea lui Dalton. Notație ppO2 pentru oxigen, ppN2 pentru azot. 
Presurizare - Atingerea și menținerea unei anumite presiuni într-o incintă etanșă.
Principiul lui Arhimede - Importantă lege a fizicii având o mare aplicabilitate în activitatea de scufundare. „Un corp scufundat într-un lichid este împins pe verticală, de jos în sus, cu o forță egală cu greutatea volumului de lichid dislocuit”.
Profundimetru -Instrument de bază al echipamentului de scufundare gradat în metri ce indică adâncimea la care se află scafandrul. Profundimetrul poate fi de trei tipuri: cu tub Mariotte, cu element elastic de tip tub Bourdon și cu membrană elastică. Computerele de scufundare au și funcție de măsurare a adâncimii bazată pe efect piezoelectric. Adâncimea este determinată indirect prin intermediul presiunii ambiante.
Randament de scufundare - Raport dintre durata scufundării și timpul total al scufundării.
Ranfluare - Aducerea la suprafață și repunerea în stare de plutire a unei epave. Ranfluarea se efectuează de obicei cu ajutorul mijloacelor de ridicat ca macarale plutitoare, vinciuri, baloane și pontoane de ranfluare, precum și prin introducerea de aer comprimat în unele compartimente ale epavei.  
Raport critic de suprasaturație - Valoare limită a raportului dintre presiunea gazului dizolvat într-un lichid (sânge) și presiunea ambiantă de la care echilibrul este rupt. La organismul uman, raportul critic de suprasaturație al diferitelor țesuturi este de ordinul de mărime 2.
Recompresie - Tratament efectuat prin compresie într-o cameră hiperbară sau în apă după efectuarea unei scufundări, cu scopul de se preveni sau trata un accident de scufundare.
Reductor de presiune - Aparat utilizat pentru reducerea presiunii gazului. Reductoarele de presiune pot fi manodetentoare, de presiune normală, detentoare etc.
Reflexia luminii - Fenomenul de întoarcere parțială a razelor de lumină când întâlnesc suprafața de separare a unui alt mediu (apa). Vederea sub apă depinde de cantitatea de lumină care pătrunde în apă aceasta fiind funcție în special de înălțimea Soarelui pe bolta cerească.
Refracția luminii - Fenomenul de schimbare a direcției de propagare a razelor de lumină la traversarea suprafeței unui alt mediu (apa). Datorită refracției dimensiunea obiectelor sub apă este mai mare cu 1/3 față de dimensiunea reală și distanța față de obiectul observat este redusă cu 1/4 față de distanța reală.
Respirație - Succesiune regulată a mișcărilor de inspirație și expirație care conduce la reînnoirea constantă a aerului la nivelul alveolelor pulmonare. Prin respirație se realizează schimbul de gaze dintre organism și mediu.
Rezervă - Mecanism de siguranță cu care sunt prevăzute unele robinete ale buteliilor de scufundare. Rezerva are rolul de a evita ca scafandrul să consume fără a fi prevenit, totalitatea aerului utilizabil din butelie. Atunci când în butelie rămâne o cantitate redusă de aer (aproximativ 30 bar sc.man.) scafandrul este incomodat în respirație și trage de o tijă care coboară un levier ce acționează rezerva, permițând astfel utilizarea celei mai mari părți a acestui ultim volum de aer devenit disponibil.
Robinet - Dispozitiv înfiletat cu care sunt prevăzute buteliile de scufundare la partea superioară pentru deschiderea și închiderea accesului aerului către detentor. Robinetul poate fi fără sitem de rezervă sau cu sistem de rezervă.

## S-V
Sac respirator (Plămân fals) - Parte componentă a aparatelor în circuit închis și semiînchis de forma unui sac cu pereți supli utilizat pentru egalizarea presiunii gazului respirat cu cea a mediului exterior.
Saturare - Fenomenul de dizolvare a unui gaz (neutru) într-un țesut al corpului. Fiecare țesut are o viteză proprie de saturare care depinde de gradul de irigare cu sânge.
Saturație - Stare maximă de dizolvare a unui gaz (neutru) într-un țesut al corpului. Saturația este atinsă atunci când presiunea parțială a gazului dizolvat în țesut este egală cu presiunea parțială a gazului din plămâni. Unele țesuturi se saturează mai repede (câteva minute), iar altele într-un timp mai îndelungat (câteva ore), însă după aproximativ 12 ore se consideră că toate țesuturile organismului sunt saturate.
Scafandrerie - Denumire dată meseriei de scafandru profesionist.
Scafandru - Persoană antrenată și instruită pentru a putea rămâne și evolua sub apă un timp mai îndelungat utilizând un aparat de respirat sub apă și echipament corespunzător. Funcție de tipul scufundărilor, scafandri pot fi autonomi, grei de mare adâncime, de luptă.
Scară de scafandru - Scară metalică aflată pe bordajul sau la pupa unei ambarcațiuni ce servește la intrarea și ieșirea scafandrilor din apă.
Scufundare - Acțiunea de pătrundere a omului sub apă. Funcție de adâncime, scop, echipament etc, există mai multe metode de scufundare și anume: scufundare liberă (în apnee), scufundare autonomă, scufundare cu alimentare de la suprafață (narghilea), scufundare cu submersibilul lock-in/lock-out, scufundare în saturație.
Scufundare liberă (în apnee) - Scufundare efectuată prin ținerea respirației reprezentând cea mai veche modalitate de scufundare. Funcție de capacitatea pulmonară, antrenament, vârstă, adâncimea maximă a scufundării în apnee poate fi destul de mare.
Scufundare autonomă - Scufundarea în care scafandrul poartă pe spate rezerva sa de gaz respirator.
Scufundare cu alimentare de la suprafață (narghilea) - Scufundare prin care se trimite scafandrului amestecul respirator printr-un furtun. Furtunul este atașat de un cablu de comunicații, tub pentru determinarea adâncimii, cablu electric, saulă de siguranță. Scufundarea cu alimentare de la suprafață este din ce în ce mai mult folosită datorită multiplelor avantaje pe care le are față de scufundarea autonomă: limita de adâncime de 90 m, rezervă de gaz nelimitată, posibilitatea încălzirii scafandrilor, controlul adâncimii etc. Alte tipuri de scufundare cu alimentare de la suprafață sunt scufundarea cu costum de scafandru greu și scufundarea cu turela deschisă.
Scufundare în saturație - Scufundarea în care țesuturile corpului scafandrului se saturează cu gaz inert la presiunea de lucru. Scufundarea în saturație poate fi reală folosită numai la mare adâncime, peste 90...100 m prin care scafandri sunt transportați la adâncimea de lucru cu ajutorul turelei închise, sau simulată efectuată în mediu uscat într-un centru hiperbar specializat.  
Scufundare succesivă - Scufundarea executată de către același scafandru, la un interval de suprafață mai mic de 8 ore față de scufundarea precedentă.
Scufundător - Persoană care se scufundă sub apă fără aparat de respirat și fără echipament special (scufundător în apnee).
Scuter subacvatic - Vehicul subacvatic autopropulsat utilizat la tractarea sub apă a scafandrului autonom.
Sistem de cuplare - Sistem mecanic acționat hidraulic sau pneumatic utilizat pentru unirea etanșă a două incinte aflate sub presiune (turelă-cheson, cheson-cheson, lock-in/lock-out-cheson).
Sistem de recuperare - Instalație cu care se reține amestecul gazos pe bază de heliu evacuat de scafandri din chesoane sau turelă în pentru a fi refolosit.
Sistem de regenerare - Instalație pentru menținerea calității atmosferei dintr-o incintă presurizată. Sistemul de regenerare are incluse următoarele părți componente principale: element circulator, element filtrant, circuit de adăugare a oxigenului, analizor de gaze. Sistemul de regenerare poate fi montat în interiorul sau la exteriorul incintei presurizate.
Sistem de scufundare - Instalație complexă montată pe navă sau platforme offshore utilizată pentru efectuarea de scufundări la mare adâncime. Sistemul de scufundare prezintă următoarele părți componente: chesoane de decompresie, turele de scufundare, dispozitivul de manevrare al turelei (portic, placă de bază cu cabluri ghid, vinci cu tensiune constantă), container de comandă și control (tablou pneumatic, tablou electric, decodor, analizoare de gaze), container pentru fabricarea amestecurilor respiratorii (compresor de înaltă presiune, surpresor, tablou de măsură și control), compresoare de joasă presiune, rezerva de gaze (butelii cu aer, gaz neutru, oxigen, amestecuri respiratorii), cablul ombilical al turelei, sistem de regenerare a atmosferei chesoanelor, sistem de recuperare a gazelor, centrală de măsură și control a parametrilor de scufundare etc.
S. N. I. P. (Sindromul Nervos al Înaltelor Presiuni) - Complex simptomatic caracteristic scufundărilor la mare adâncime produs de o viteză prea mare de compresie și a fost descris pentru prima oară de Brauer și Xavier Fructus. S. N. M. A. se manifestă în special prin tremurături, somnolență și scăderea vigilenței, simptome ce sunt funcție de adâncime, viteza de compresie și amestecul respirator utilizat. Mecanismul de producere al S. N. M. A. nu este pe deplin elucidat.   
Stație de umplere - Spațiu special amenajat alcătuit din compresoare, rampe de racordare, sisteme de filtrare etc. și utilizat pentru încărcarea cu aer sau amestecuri respiratorii sintetice a buteliilor de scufundare.
Subveșmânt - Îmbrăcăminte de corp din lână sau bumbac folosită pentru protecția termică a corpului atunci când se utilizează un costum etanș de scufundare.
Sudare subacvatică - Operațiunea de îmbinare a două piese metalice efectuată sub apă. Sudura subacvatică este de obicei electrică și utilizează electrozi și portelectrozi de construcție specială. Sudura subacvatică poate fi efectuată în mediu umed sau în atmosferă uscată.
Supapă de heliu - Dispozitiv aflat în ceasurile de scufundare pentru mare adâncime ce permite evacuarea heliului infiltrat în interior atunci când se efectuează scufundări simulate.
Supapă non-retur - Supapă specială care permite trecerea amestecului respirator printr-o conductă numai într-un sens. Supapa non-retur este utilizată ca sistem de siguranță în circuitele de alimentare a scafandrului, pentru a împiedica depresurizarea în cazul ruperii accidentale a furtunului de alimentare.
Suprapresiune pulmonară - Accident de scufundare ce apare datorită destinderii gazelor blocate în plămâni peste limita de elasticitate a acestora, în timpul ridicării către suprafața apei. Acest accident este unul din cele mai grave, tratamentul de urgență fiind recomprimarea într-o cameră hiperbară. Evitarea apariției suprapresiunii pulmonare se face controlând în permanență libera expirație în timpul urcării către suprafața apei.
Suprasaturație - Stare a unui lichid atunci când presiunea gazului dizolvat în acesta este mai mare decât presiunea exterioară.
Surpresor - Instalație utilizată pentru comprimarea oxigenului sau a altor gaze pure de la presiunea minimă de 20...25 bar la 200 bar. Surpresorul este folosit în special la fabricarea amestecurilor respiratorii HELIOX.
Tabelă de decompresie - Programe de decompresie astfel calculate încât, în timpul urcării către suprafață să nu existe posibilitatea în nici un moment și pentru nici un țesut, să se depășească valoarea raportului critic de suprasaturație. Tabelele de decompresie sunt utilizate pentru scufundările din exteriorul curbei de securitate (din zona de decompresie ce necesită paliere). În funcție de tipul scufundării tabelele de decompresie pot fi: tabele de decompresie pentru scufundări cu aer, tabele de decompresie în trepte pentru scufundări la mare adâncime, tabele de decompresie continue pentru scufundări la mare adâncime. În România, în cadrul tabelelor de decompresie cu aer au fost elaborate la Laboratorul Hiperbar de pe lângă Centrul de Scafandri Constanța tabele de decompresie cu aer LH-82 și tabele de scufundare cu decompresie la suprafață LH-89.
Tabelă profilactică - Programe specializate ce constau în reimersarea scafandrului în apă la o anumită adâncime sau în recomprimarea lui într-o cameră hiperbară la o presiune corespunzătoare adâncimii de reimersare. Programele profilactice se aplică în situațiile în care din diverse motive, scafandrul a revenit mai rapid la suprafață fie după o decompresie excesiv de rapidă, fie după o decompresie cu paliere scurtate, fără a se mai aștepta apariția simptomelor accidentelor de scufundare. 
Tabelă de tratament - Programe specializate pentru recompresia și decompresia  unui scafandru ce a suferit un accident de decompresie, în funcție de tipul accidentului. În România sunt aprobate și utilizate tabelele Cx (12,18C,18L,30 și 50E) elaborate de firma COMEX (Compagnie Maritime d'Expertise) din Marsilia.
Tablou de comandă și control - Ansamblu compact de aparate de măsură, vane etc utilizat pentru urmărirea parametrilor scufundărilor. Tablourile de comandă și control se întâlnesc de obicei în containerele sistemelor de scufundare la mare adâncime și pot fi pneumatice, hidraulice electrice sau electronice.
Tăiere subacvatică - Operațiune de separare a unor piese sau structuri metalice aflate sub apă. Tăierea subacvatică se poate efectua mecanic, axigaz sau oxiarc.
Tehnică de scufundare - Totalitatea cunoștințelor de teorie și practică pe care trebuie să le posede un scafandru pentru a evolua sau executa o lucrare în condiții de maximă securitate.
Tehnologie marină - Ansamblu de științe și meserii legate de mediul marin. Dintre acestea pot fi menționate construcțiile navale, structurile marine, petrolul offshore, instrumentația marină, tehnicile de intervenție subacvatică, cercetările marine, pescuitul industrial etc.       
Telefon subacvatic - Aparat de comunicație emițător/receptor între scafandru și suprafață sau între doi scafandri. Telefoanele subacvatice pot fi cu fir sau fără fir, ultrason. În scufundarea autonomă se utilizează telefonul subacvatic ultrason.
Televiziune subacvatică - Sistem ce permite luarea de imagini alb-negru sau color sub apă. Un sistem de televiziune subacvatic este compus din cameră, monitor, cabluri electrice și conectori.
Tensiune - Termen utilizat pentru presiunea parțială a unui gaz inert dizovat într-un țesut.
Test al narcozei - Probă de rezistență fiziologică la acțiunea unei presiuni parțiale ridicate a azotului la care sunt supuși candidații pentru meseria de scafandru profesionist. Proba constă într-o scufundare simulată cu aer în barocameră la adâncimea de 80 m unde candidații trebuie să îndeplinească cu succes mai multe teste de îndemânare și raționament.
Test al oxigenului - Probă de rezistență fiziologică la acțiunea toxică acută a unei presiuni pațiale ridicate de oxigen la care sunt supuși candidații pentru meseria de scafandru profesionist. Proba constă în inhalarea prin masca oro-nazală a oxigenului pur la adâncimea de 18 m într-o cameră hiperbară.
Timp de latență - Perioadă de timp dintre începerea inhalării oxigenului la o presiune parțială mai mare de 1,7 bar și declanșarea crizei hiperoxice. Cu cât presiunea parțială de oxigen este mai ridicată, cu atât timpul de latență este mai scurt.
Toleranță la oxigen - Rezistență fiziologică la acțiunea toxică acută a oxigenului. Toleranța la oxigen se exprimă în valoarea timpului de latență la un anumit moment. Cu cât timpul de latență este mai mare, cu atât toleranța la oxigen este mai bună. Dacă timpul de latență este mai mic decât valoarea limită admisă în cadrul testului de toleranță la oxigen, scafandrul prezintă o inaptitudine pentru scufundare.
Torpilă Rebikoff (Torpilă cinematografică) - Vehicul subacvatic în formă de torpilă compus dintr-o cameră cinematografică subacvatică, sursă de iluminat și propulsie.    
Torță submarină - Accesoriu al echipamentului de scufundare de forma unui baston scurt ce are la un capăt o substanță puternic inflamabilă ce poate arde sub apă. Torța submarină este folosită în special în timpul scufundărilor de noapte.
Toxicitate a gazelor - Proprietate a gazelor ce compun un amestec respirator de a fi toxice la atingerea unei anumite presiuni parțiale. În funcție de gazele componente există toxicitate a oxigenului, a azotului, a heliului etc.
Transfer - Trecerea scafandrilor din turelă în cheson și invers.
Transvazare - Trecerea gazelor dintr-un recipient în altul. Transvazarea poate avea loc fie direct dintr-un recipient cu presiune mai mare într-un recipient cu presiune mai mică, fie prin intermediul unei pompe de transfer (compresor sau surpresor) dintr-un recipient cu presiune mai mică într-un recipient cu presiune mai mare.
Trimix - Amestec respirator ternar sintetic alcătuit din oxigen, azot și heliu.
Tub de respirat - Piesă de bază a echipamentului de scufundare utilizat la suprafața apei în locul detentorului pentru economisirea aerului din butelie. Tubul de respirat este de două feluri: tub de respirat pentru scufundări libere și tub de respirat pentru scufundări autonome cu aer comprimat. Cel pentru scufundări cu aer comprimat este prevăzut cu un racord din cauciuc gofrat care permite muștiucului să cadă afară din gură pentru a fi înlocuit cu piesa bucală a detentorului.
Turelă deschisă - Dispozitiv cu ajutorul căruia scafandri profesioniști coboară sub apă pentru a lucra și a se ridica la suprafață. Se bazează pe principiul clopotului de scufundare având partea inferioară deschisă și se pot efectua scufundări până la adâncimea maximă de 90 m. Turela deschisă asigură scafandrilor rezervă de amestec respirator, energie electrică pentru sursa de iluminat, suport pentru efectuarea în siguranță a palierelor de decompresiei precum și loc de refugiu.
Turelă de scufundare - Recipient rezistent la presiune interioară și exterioară utilizat în scufundările de sistem la mare adâncime pentru tranportul scafandrilor la adâncimea de lucru și readucerea la suprafață păstrând în interior presiunea de la adâncimea de lucru. Turelele de scufundare pot avea formă cilindrică sau sferică și sunt prevăzute la partea inferioară și lateral cu câte o trecere pentru intrarea și ieșirea scafandrilor respectiv pentru cuplarea la un cheson de decompresie. De asemenea pot fi de mai multe tipuri funcție de scufundare. Alimentarea turelei de scufundare se face de la suprafață prin cablul ombilical sau de la bateria de butelii proprie aflată la exterior. Cablul ombilical mai cuprinde cabluri electrice de energie și comunicații, furtun de apă caldă, tuburi pentru analiza presiunii interioare și exterioare etc. Turelele de scufundare pentru scufundări unitare pot fi presurizate din interior de către scafandri, iar cele pentru scufundări în saturație la mare adâncime, de la suprafață.                                                                                                              
Țesut - Grupare de celule ale corpului uman cu aceeași structură și funcție. Dizolvarea gazelor neutre în țesuturi are loc în mod diferit, fiecare țesut absorbind gazele în funcție de gradul de irigare cu sânge. Există țesuturi rapide (plămânii) și țesuturi lente (oasele, nervii).
Unelte subacvatice - Dispozitive cu ajutorul cărora scafandri efectuează diferite lucrări sau operații sub apă. Uneltele subacvatice pot fi acționate pneumatic sau hidraulic iar în funcție de operație pot fi de găurit, de polizat, de înșurubat, de tăiat, chei cu șocuri, vinciuri, ciocane, de curățat epibioza, dălți mecanice, fierăstraie, drăgi aspiratoare, lănci de apă etc.  
Unsoare siliconică - Substanță grasă minerală pe bază de siliconi utilizată la ungerea unor componente ale echipamentului de scufundare.
Urcare în balon - Accident de scufundare specific scafandrilor echipați cu costum greu sau cu costum cu volum variabil ce constă în urcare rapidă și necontrolată la suprafață cauzată de umflarea excesivă a costumului.
Valvulă de cap - Supapă de evacuare a aerului din costumul de scafandru greu aflată în interiorul căștii și acționată cu capul de scafandru.
Vană de egalizare - Robinet de echilibrare a presiunilor între două incinte hiperbare alăturate.
Vană de eșapament - Robinet de medie presiune folosit pentru evacuarea gazului din incintele hiperbare.
Vană de izolare - Robinet de joasă, medie su înaltă presiune aflat în circuitele pneumatice în dreptul trecerilor în incintele hiperbare cu rolul de a izola barocamera în cazul ruperii accidentale a conductelor de gaz.
Var baritat → Calce  baritată
Var sodat → Calce sodată
Ventilație - Operațiune de împrospătare a atmosferei unei incinte hiperbare prin introducerea și evacuarea simultană a unei cantități egale de amestec respirator, astfel ca presiunea din interior să rămână constantă. Ventilația se efectuează în special la chesoanele ce nu sunt prevăzute cu sisteme de regenerare a atmosferei.
Ventuză - Accident de scufundare ce apărea în trecut în timpul coborârii sub apă a unui scafandru echipat cu costum greu, care datorită unei defecțiuni tehnice sau a unei manevre greșite, suferă o depresurizare rapidă a costumului, casca rigidă acționând ca o ventuză absorbind corpul scafandrului. Pentru evitarea accidentului de ventuză, ulterior s-a montat pe casca scafandrului o vană non-retur.    
Vestă BCD - Componentă a echipamentului de scufundare utilizată pentru ridicarea la suprafața apei, reglarea flotabilității precum și pentru asigurarea respirării pe timp relativ scurt în situație de urgență, vesta jucând rolul unui sac respirator. Vestele BCD pot fi de tip standard, stabilizing jacket, wing-like.
Viteză de coborâre - Viteză de creștere a presiunii mediului ambiant în unitatea de timp. La scufundările autonome cu aer comprimat, viteza de coborâre la adâncimea de evoluare este de 15...17m/min.
Viteză de urcare - Viteza cu care se scade presiunea mediului ambiant in unitatea de timp.Viteza de urcare către suprafața apei după efectuarea unei scufundări autonome cu aer comprimat ce nu necesită paliere de decompresie, este de 15 m/min.
Vizibilitate subacvatică - Distanța maximă până la care se poate vedea un obiect sub apă. Vizibilitatea subacvatică depinde de prezența sau lipsa suspensiilor din masa apei și iluminarea naturală sau artificială.
Vânătoare subacvatică - Vânarea și captuarea sub apă a peștilor. Vânătoarea subacvatică se practică numai cu echipament de scufundare liberă (în apnee) și cu ajutorul unor scule speciale ca arbalete și harpoane.